# Megadrepana leprosata
Megadrepana leprosata là một loài bướm đêm trong họ Geometridae.